# 纳达齐牛录关帝庙
纳达齐牛录关帝庙（穆麟德：nadaci nirui guwan di enduri muktehen）是位于中华人民共和国新疆维吾尔自治区伊犁地区察布查尔锡伯自治县纳达齐牛录乡纳达齐牛录村的关帝庙，是中华人民共和国境内最西，也是察布查尔县现存规模最大且保存较为完整的清代关帝庙。2013年，纳达齐牛录关帝庙被列为第七批全国重点文物保护单位。

## 歷史
锡伯族在西迁之前，就已经有修建关帝庙，祭祀关羽的活动。位于辽宁省沈阳市的太平寺中已经有关帝庙的存在，每年五月十三，锡伯族人会祭关羽单刀赴会，六月二十四则会祭关羽的诞辰。清政府同样尊崇关羽，在伊犁惠远城、绥宁城（今玛纳斯县）等城建城时已经将关帝庙纳入规划，并将关帝庙设置在城内较为显眼的位置。各地关帝庙建立之初的立碑、撰文等活动往往需要当地最高官员出面。乾隆二十九年（1764年），锡伯营官兵受到清廷的调遣，奔赴伊犁驻防。次年，约5000人的锡伯军民进驻惠远城。进驻伊犁的锡伯族官兵随即被伊犁将军按照八旗建制重建锡伯营，分为八个牛录。在清廷的支持下，关帝庙随着各个牛录的建立陆续开始兴建起来，并成为锡伯族军民重要的祭祀场所。同治年间，同治新疆回乱等动乱事件的发生，导致原有的关帝庙被破坏。在左宗棠收复新疆后，随着局势的稳定，锡伯族官兵又开始重新修建庙宇，这使得现存各牛录关帝庙建造时间相差不多。此时用于庙宇修建的资金主要来自于军民集资，布局上关帝庙往往会和娘娘庙伴随存在，关帝庙中也会供有孔子的塑像。从清朝末年到民国大陆时期，锡伯族在关帝庙除了五月十三、六月二十四祭关羽外，在正月十五会举办祭祀诸神的“点千支蜡烛（油灯）”活动。各个牛录的关帝庙或因年久失修，或因庙址他用，或因破四旧等政治运动，被损坏甚至被拆毁。纳达齐牛录（七牛录）关帝庙是察布查尔县现存清代关帝庙中，规模最大且保存较为完整的一处。
纳达齐牛录关帝庙于1999年被列为新疆维吾尔自治区文物保护单位，2013年被中华人民共和国国务院公布为第七批全国重点文物保护单位。2015年，新疆维吾尔自治区文物古迹保护中心对纳达齐牛录关帝庙进行了修缮，此次修缮工程对建筑墙体、建筑结构、院内外地面、台基地面进行了加固和修缮。

## 建筑
纳达齐牛录关帝庙位于中华人民共和国新疆维吾尔自治区伊犁地区察布查尔锡伯自治县纳达齐牛录乡纳达齐牛录村北街。西临伊昭公路，关帝庙四周为汉族、维吾尔族、哈萨克族等居民的民宅。纳达齐牛录关帝庙建于清光绪三十三年（1907年），总用地面积1820平方米，总建筑面积大约300平方米。现存山门、关帝庙大殿、娘娘庙、图公祠等原有建筑，并新建有纪念图伯特的图伯特纪念馆。山门两侧有木栏隔房，有守门神像和赤兔马像。纳达齐牛录关帝庙原有的钟楼与鼓楼均已不在，后将原宁古齐牛录（六牛录）关帝庙的铁钟移至此，钟上铸有汉文及满文，内容为“忠义神武仁勇灵佑关圣帝君”、“嘉庆十九年”、“道光二年”以及当时锡伯营总管、副总管等人的姓名。钟下端是八卦图纹饰。关帝庙大殿坐北朝南，是长10.4米，宽9.4米砖木结构廊檐式建筑。关帝庙内原有的关帝坐像以及左右两侧的关平、周仓像已无处可寻。大殿北墙绘有由锡伯族民间画师格封绘制的“火龙戏珠”、“苏武牧羊”、“东方朔偷桃”等彩色壁画。东墙与西墙上则绘有共24幅关于三国的彩绘，包括“桃园三结义”、“温酒斩华雄”、“三英战吕布”、“诛颜良”、“过五关斩六将”、“单刀赴会”、“水淹七军”等《三国演义》中与关羽有关内容，每幅画右上角有锡伯文的解说。大殿内的立柱、横梁上则绘有刘邦斩白蛇的故事绘图。娘娘庙位于关帝庙大殿西侧，长10米，宽8.4米，内供奉着云霄、碧霄、琼霄三位娘娘。娘娘庙内有壁画。图公祠长16米、宽8米。